# Shandy

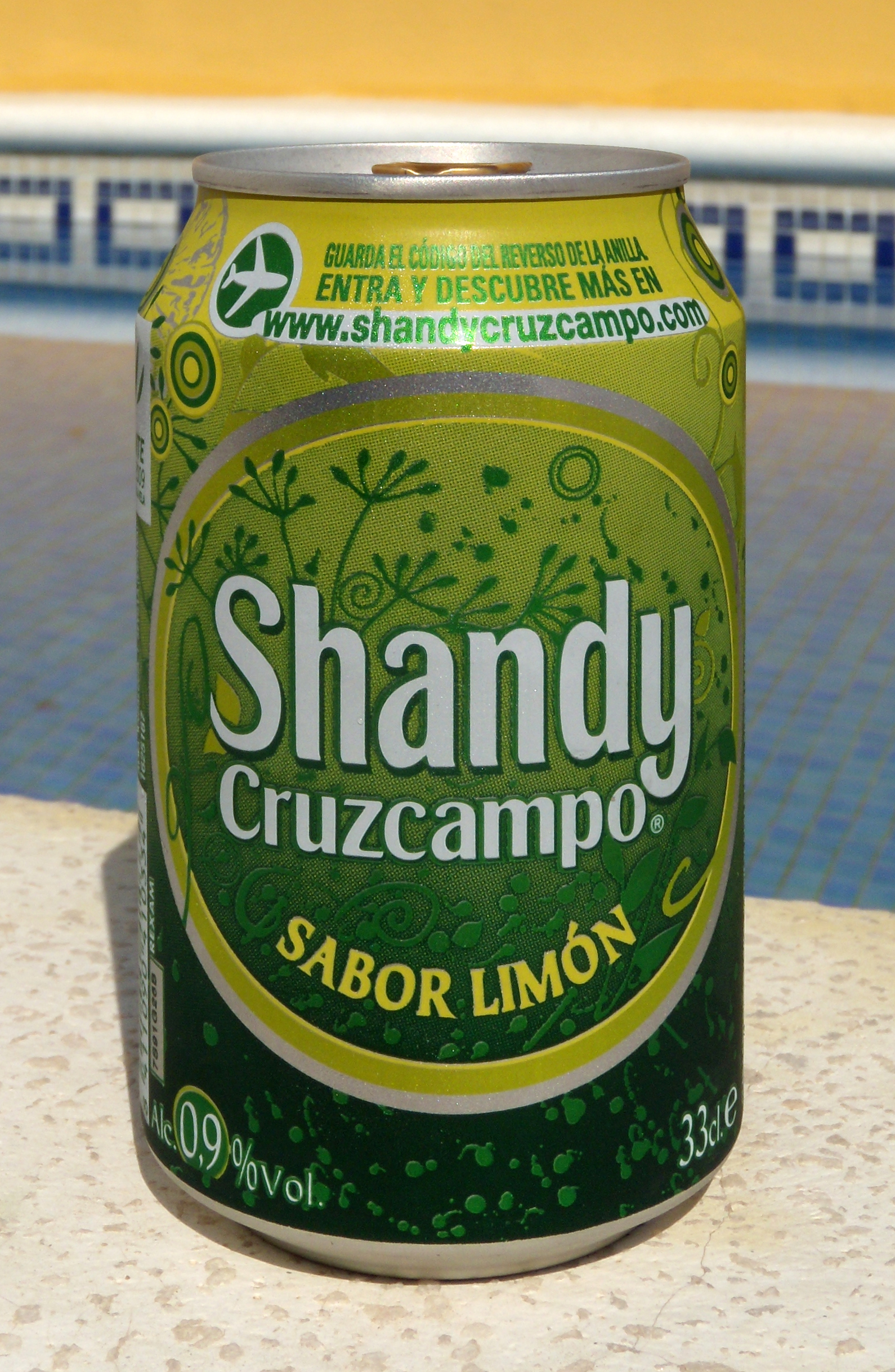
Shandy met 0,9 vol. procent alcohol

Shandy (Spaans: champú; shampoo) of sneeuwwitje is een zoetige drank van 1/5 deel bier (pils) en 4/5 deel 7Up. Het wordt vaak zelf gemixt, maar er zijn ook voorgemixte drankjes met deze samenstelling in blik of fles op de markt. In Nederland was het vooral in de jaren 60 en 70 van de 20e eeuw populair. 
De originele Britse shandy bestaat uit gelijke delen bier en frisdrank. Men onderscheidt 'bitter shandy' en 'lager shandy'.
In Frankrijk heet de drank 'panaché', en is onder verschillende merknamen in de supermarkt te vinden. Een bekende variant, die vooral door jongeren in cafés wordt gedronken, is 'monaco': een panaché met een scheutje grenadinesiroop.
Vanwege het lage alcoholpercentage (aanvankelijk 0,9%, sinds 2000 rond de 0,5%) kan shandy in Nederland als frisdrank worden verkocht.